# Mainà crestat
El mainà crestat (Acridotheres cristatellus) és una espècie d'ocell de la família dels estúrnids (Sturnidae) que habita praderies i terres de conreu de l'est i sud-est de la Xina, Taiwan, Hainan, nord de Myanmar, Laos i el Vietnam. Introduït a diferents indrets, com ara les Filipines i l'illa de Vancouver. El seus hàbitats són els herbassars tropicals i subtropicals, les terres llaurades, les pastures, els jardins rurals i les àrees urbanes. El seu estat de conservació es considera de risc mínim.

## Espècie invasora
Un estudi va concloure que hi va haver almenys 22 introduccions accidentals i independents de tres espècies de mainàs del gènere Acridotheres (el comú, el fosc i el crestat) des de començaments dels anys 90 a la península Ibèrica i en tres arxipèlags (illes Balears, illes Canàries i Madeira). Les iniciatives d'erradicació van permetre eliminar poblacions insulars de mainà comú en quatre illes, però l'espècie es manté a l'estuari del Tajo (Portugal), on també hi ha una població reproductora de mainà crestat, que cresqué exponencialment en la dècada del 2000.
Així mateix, tots els tàxons del gènere Acridotheres estan inclosos en el Catàleg Espanyol d'Espècies Exòtiques Invasores, regulat pel Reial Decret 630/2013, de 2 d'agost, i està prohibida a Espanya la seva introducció al medi natural, possessió, transport, trànsit i comerç.